# Бремен во французский период

Герб Бремена (1811 год) как французского имперского города. Bonne ville de l’Empire français

Бремен во французский период (нем. Bremer Franzosenzeit) — термин в северогерманской историографии, используемый для обозначения периода истории города Бремен с 1806 по 1813 год.

## Предыстория
Чтобы усилить континентальную блокаду Великобритании, Франция летом 1803 года оккупировала Ганноверское курфюршество. Нейтралитет Бремена по прежнему соблюдался, но французы заблокировали для морской торговли с Британскими островами реку Везер. Поэтому бременские корабли заходили в Эмден, а затем в бухту Ядебузен, после чего товары перевозились дальше по суше. Сенатор Иоганн Фольмерв 1804 году провёл переговоры с французским военным губернатором в Ганновере Жаном-Батистом Бернадотом об ослаблении блокады Эльбы, которая была снята в октябре 1805 года. С ноября 1805 г. по июнь 1806 г. в районе Бремена находились прусские войска, а британцы блокировали Везер.

## Приход Франции
В войне четвёртой коалиции 1806—1807 года император Наполеон I одержал победу над Пруссией. Бремен был оккупирован 20 ноября 1806 года французскими войсками под командованием маршала Эдуарда Адольфа Мортье. Английские товары подлежали учёту, английские и шведские корабли задерживались. С вновь установленной континентальной блокадой французы запретили торговлю с Великобританией и конфисковали все британские товары в городе. В марте 1807 года Бремену пришлось заплатить Франции 89 тыс. талеров, чтобы заменить британские товары. Британские граждане были объявлены военнопленными. Проживавший в Гамбурге французский губернатор маршал Гийом Брюн был с помпой принят в Бремене 7 апреля 1807 г., но трудности с Францией тем не менее нарастали. Французские войска были расквартированы в Бремене с ноября 1807 г. за счет городской казны, которая впала в долги из-за упадка торговли. Бремен также должен был оплачивать ежемесячное жалованье войскам в размере 50 тыс. талеров, а также предоставить 500 моряков для военно-морского флота. В это время население города составлвло 30 тыс. человек (1807 год), а прилегающей сельской местности — 12 461 (1810).
В январе 1808 г. французский посланник Луи Бурьенн потребовал принятия городом в качестве свода законов Кодекса Наполеона, бременская делегация отложила начинание. В январе 1808 года почтовая система Бремена была передана Великому герцогству Берг .
В феврале 1808 г. вместо французов были расквартированы голландские войска. Подстрекательство к мятежу или протест против французского сюзеренитета грозили смертью. Когда 5 августа 1809 года боровшийся с Францией герцог Фридрих Вильгельм фон Брауншвейг и его «Чёрный отряд» прошли через Бремен всего за 24 часа, из-за чего городу пришлось выплатить Франции репарации, выплата которой произошла с приходом Вестфальской дивизии.
В 1809 году Наполеон Бонапарт изначально хотел включить ганзейские города в Рейнского союза, о чём вёл переговоры с синдик Генрихом Грёнингом. 31 октября 1809 года сенаторы Иоганн Шмидт и Иоганн Фоллмерс в Гамбурге обсудили французские предложения по включению Бремена в Villes Impériales Hanséatiques с французским имперским гербом и в качестве члена Рейнского союза без внешнеполитической компетенции, с введением Кодекса Наполеона и Кодекса торговли 1807 года. Синдики Гамбурга (Дорманн) и Бремена (Грёнинг) и сенатор от Любека Кристиан Адольф Овербек вели переговоры в Париже осенью 1809 года и были успокоены Наполеоном: Ганзейские города должны только последовательно обеспечивать континентальную блокаду Великобритании. Однако из-за ограничения торговли с Великобританией ганзейские города столкнулись с серьёзными экономическими ограничениями.
В феврале 1810 года французские полки заменили Вестфальскую дивизию. В сентябре 1810 года Бремен должен был предоставить 120 моряков для французского флота. В декабре 1810 года сенатор Шмидт отправился в Париж, чтобы получить компенсацию за расходы на оккупацию и получить информацию о предстоящих планах касательно города. В середине-конце декабря 1810 года Шмидт из Бремена и Дорманн из Гамбурга были проинформированы о том, что три ганзейских города и северная Германия должны войдут во Французскую империю с января 1811 года.
Были образованы четыре ганзейских департамента: Верхний Эмс (столица — Оснабрюк), Устье Эльбы (Гамбург) и Устье Везера (Бремен), Буш-де-л’Эльба (Любек). Бремен, Гамбург и Любек назывались Bonne ville de l’Empire français.

## Департаментский период (1811—1813)

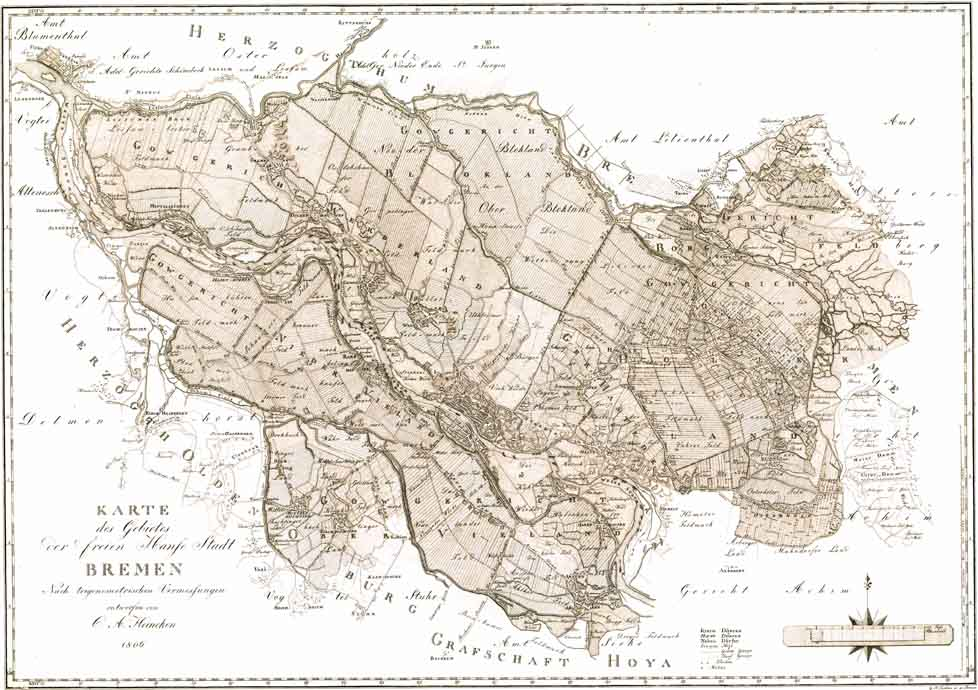
План города в 1806 году.

Департамент Устье Везера был создан как один из трех ганзейских департаментов 1 января 1811 года. В него вошли имперский город Бремен, часть герцогства Бремен, герцогство Ольденбург и Дельменхорст, герцогство Ферден, части княжества Люнебург и часть графства Хойя.
Императору подчинялись главнокомандующий армией и генерал-губернатор северо-западных германских департаментов. Префектом департамента был до 17 октября 1813 г. Филипп Карл Граф фон Арберг, ранее бывший камергером Наполеона; Позже сенатор Иоганн Павенштедт был заместителем префекта. В Гамбурге располагался высокий имперский суд («haute cour impériale»), бывший верховным судом ганзейских департаментов.
Бремен был столицей департамента. Бременский совет был распущен императорским указом от 18 декабря 1810 года. Очень скоро муниципальная конституция Бремена была адаптирована к французской модели. Бремен был разделен на три городских кантона: Западный Бремен, Восточный Бремен и Нойштадт, а также сельские кантоны Арстен, Вольтмерсхаузен, Валле, Хастедт, Боргфельд и Обернойланд. Хемелинген принадлежал кантону Верден. Районы в сегодняшнем Бремерхафене и его окрестностях находились в районе Бремерлее, сегодняшний район Вегезак и Остерхольц (с Блюменталем) также принадлежал к кантонам.
Высший класс Бремена считал французский период угнетением или, как его позже назвали, «временем страданий». Она потеряла свои привилегии. Мэры Кристиан Абрахам Хайнекен, Даниэль Клугкист и Генрих Лампе, Франц Тидеманн, некоторые сенаторы, такие как Шмидт, Икен и доктор Симон Герман Ноннен с ведущими государственными служащими лишились должностей и пенсий. Средний и низший классы были относительно безразличны к этому, с некоторыми приветственными успехами французов.
Временным мэром был Клюгкист, который ушел в отставку 1 июля 1811 года, так как многое определял префект. Как его преемник, Д. Вильгельм Эрнст Вихельхаузен, профессор гимназии Illustre в Бремене, и Ноннен были его ассистентами. Муниципалитет состоял из 24 членов и был приведен к присяге префектом 20 августа 1811 года. Судебная и административная власть были разделены. В Бремене, как и в других ганзейских городах, бывшие сенаторы сформировали верховный суд по гражданским и уголовным делам, который контролировался французским комиссаром.
Гильдии были упразднены. Collegium Seniorum родителей в Бремене больше отвечал не за торговлю, а отвечал за торговую палату (Chambre de Commerce), торговый суд (Tribunal de Commerce) и коммерческую биржу (Bourse de Commerce). Синдик Бремена (ныне Муниципальный совет и Совет префектуры) Кристиан Герман Шене отвечал за организацию изменений.
Морская торговля с Северным морем была заблокирована, поэтому торговля была возможна только через Балтийское море, каналы и по суше. Контрабанда, особенно через контролируемый британцами остров Гельголанд, имела большее значение. Различные французские внутренние тарифы сделали товары значительно дороже. Из-за континентальной блокады приостановилась торговля табаком, а сахарным заводам пришлось перейти на сахарную свеклу вместо сахарного тростника. На смену старым налогам пришли налоги на недвижимость, мебель, двери, окна, гербовые и личные налоги, а также муниципальные налоги и патентные сборы (торговый налог).
Французская тайная полиция, высокие налоги и сборы с центрального правительства и вербовка солдат, прежде всего призыв 325 моряков на флот, сделали французскую эпоху временем угнетения. Для 128-го линейного полка город должен был предоставить 175 человек, подразделение понесло большие потери в русской кампании 1812/13 г.

## Освобождение

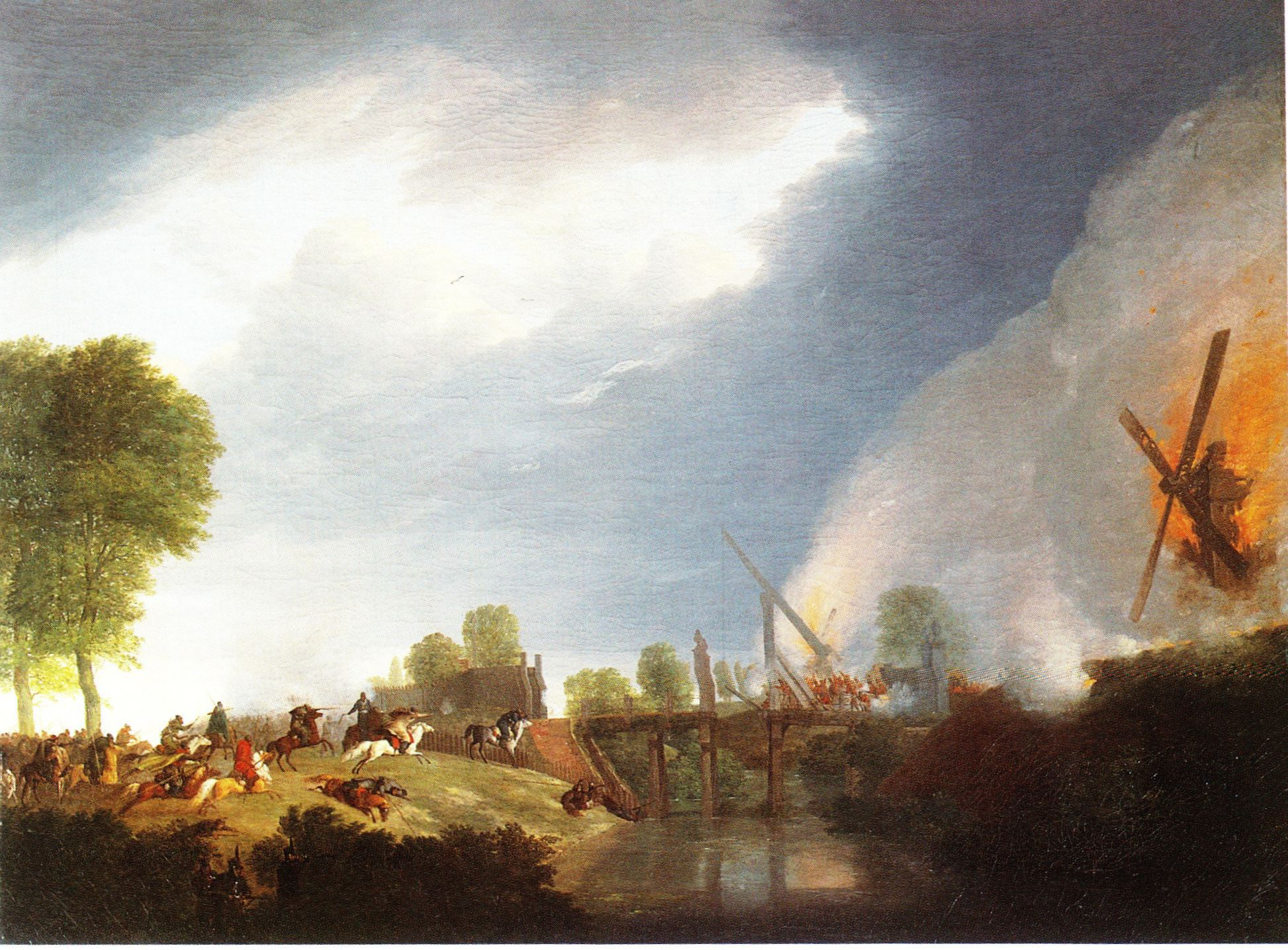
Казаки штурмуют Пасхальные ворота Бремена (1813 год).

После первых беспорядков в Бремене 15 марта 1813 года генерал Жан Франсуа Сен-Сир объявил 20 марта осадное положение над Бременом. В Бремене генерал Жозеф Вандам в качестве главнокомандующего, а также Сен-Сир и Жозеф Моран командовали четырьмя дивизиям, в городе было 1500 французских солдат и 2000 в его окрестностях. В марте 1813 г. в Лехе шли мелкие боевые действия.
С битвой при Люнебурге 2 апреля 1813 г. начались первые крупные боевые действия пруссаков и русских против французского корпуса. После Битвы у шлюза Неттельнбург 28/30 мая 1813 года в пригородах Гамбурга Неттельнбург и Оксенвердер успешные бои усилились.
23 апреля генерал-губернатор департамента Буш-де-л’Эльба маршал[[[Даву, Луи Никола|Луи Никола Даву]] прибыл в Бремен, а затем двинулся в город Гамбург, ранее занятый русским генерал-майором Фридрихом Теттенборном. В битве при Гёрде 16 сентября численно превосходящие прусские, русские и ганноверские войска смогли победить и стратегически получить решающее преимущество в северной Германии.
13 октября Теттенборн двинулся из Бойценбург через Ферден, и 15 октября в составе отряда из 440 человек кавалеристов, 330 пехотинцев и 800 казаков перед стенами Бремена принял официальную капитуляцию французов. Переданные ему ключи от города он отдал официальным представителям освобождённого места, и на следующий день он двинулся в Бремен со своей кавалерией. 18 октября ему снова пришлось уступить дорогу шедшим на Бремен французским войскам генерала Луи де Лобердьера, двигавшимся в Бремен. Но после поражения в Битве народов французы окончательно покинули Бремен уже 25 октября. Журнал департаментов перестал издаваться в октябре, взамен него появилась «Neue Bremer Zeitung».
4 ноября 1813 года Теттенборн снова прибыл в Бремен. Совместно с местными представителями он создал временную правительственную комиссию в составе семи сенаторов, новый сенат консультировали синдик Кристиан Герман Шёне и 26 представителей горожан. Уже 6 ноября 1813 г. городской совет был воссоздан и вновь ввел в действие прежнее Бременское право и налоговый законодательство. Вихельхаузену пришлось оставить свой пост мэра, его не приняли в Сенат, и поэтому он стал почтмейстером Бремена.
Был сформирован отряд добровольцев, и Теттенборн назначил майора Макс фон Элкинга и майора Кристиана Августа фон Веддига командовать кавалерийским батальоном и полевым батальоном. Генрих Бёзе на собственные средства основал Добровольный бременский егерский корпус из 75 человек, который отправился на войну в феврале 1814 г..
10 апреля 1814 года в Бремене звонили все колокола в честь победы и оккупации Парижа.

## Bremen wird ein souveräner Staat

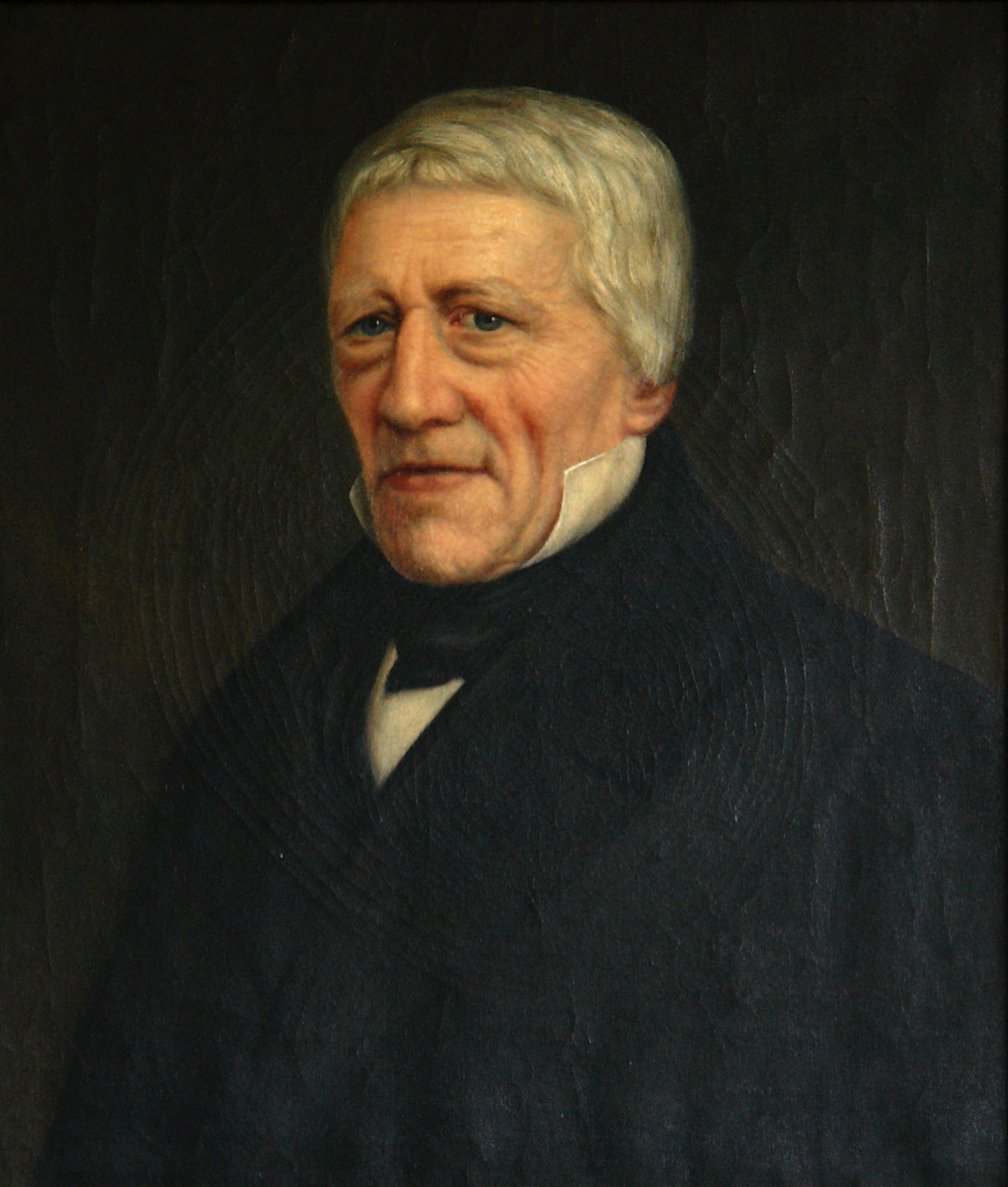
Йохан Шмидт в 1848 году.

Уже 11 ноября 1813 года сенаторы Шмидт и Пост с секретарем Иоганн Карл Фридрих Гильдемейстер встретились в Ганновере с Бернадотом с целью укрепить независимость Бремена. В самом городе прусский консул Делиус вел переговоры от имени Генриха Штейна о грантах на военные расходы. Штейн отправил Шмидта в сопровождении Гильдемейстера и гамбургских представителей «Ганзейского директората» Фридриха Кристофа Пертеса и Карла Сивекинга в «Великий штаб» союзников во Франкфурте-на-Майне, чтобы добиться независимости от Бремена и Гамбурга. Шмидт путешествовал более полугода, в основном следуя за главной штаб-квартирой, которая из Франкфурта по мере успешного хода войны передвигалась во Фрайбург-им-Брайсгау, Базель, Труа и Париж. За это время он успел поработать с Клеменсом фон Меттернихом, а также добиться одобрения Россией и Англией ганзейских позиций. Гамбург и Любек также были представлены в Тойесе и Париже. Ещё в декабре 1813 года в письме фон Гумбольдту король Пруссии гарантировал Бремену суверенитет.
Бремен отправил сенатора Шмидта на Венский конгресс своим дипломатическим представителем. В 1815 году начались Сто дней Наполеона, и три ганзейских города немедленно присоединились к союзу против него. Бремен обязался предоставить 3000 солдат для коалиционной армии.
Новая империя с императором из Австрии, как все ещё хотел Шмидт, не возникла из-за сопротивления Пруссии. Сенатор внёс свой вклад в конституцию Германского союза, ставшей заменой несбывшемуся проекту. Подобно Гамбургу и Любеку, свободный ганзейский город Бремен стал одним из 38 государств-членов в качестве суверенного государства.